# Chlemoutsi
Chlemoutsi (en griego: Χλεμούτσι, romanizado: Chloumoútsi), también conocido como Clermont, es un castillo medieval en el noroeste de la Élide en la península del Peloponeso del sur de Grecia, en el municipio de Castro-Cilene.
Fue construido a principios de la década de 1220 por los gobernantes cruzados del Principado de Acaya como su principal bastión y, es quizás la mejor fortificación del período temprano del dominio franco en Grecia que se conserva en el país en la actualidad. El castillo está ubicado en una pequeña meseta a 226 metros (741 pies) sobre el nivel del mar y, comprende un torreón hexagonal central, construido alrededor de un patio interior y que contiene pasillos de dos pisos en toda su longitud, y complementado con un muro exterior encerrando un patio exterior en su lado occidental. El castillo se conserva en gran parte en su estado original del siglo XIII, con solo modificaciones posteriores menores para la instalación de artillería.
Situado cerca de la capital del principado en Andravida y el puerto principal de Glarentza, Chlemoutsi jugó un papel central en la historia del principado, pero nunca fue asediado. Después de estar bajo el dominio bizantino en 1427, fue capturado en 1460 por el Imperio otomano, junto con el resto del Despotado de Morea. En la época otomana, se hicieron adiciones menores para proporcionar plataformas para la artillería, pero el castillo perdió progresivamente su importancia y quedó completamente desierto a fines del siglo XVIII. En 1825, durante la guerra de independencia de Grecia, parte de su muro exterior fue demolido para evitar que los rebeldes griegos lo usaran. Hoy es un monumento conservado abierto al público.

## Historia
El castillo fue construido entre 1220 y 1223, durante el reinado del príncipe de Acaya, Godofredo I de Villehardouin, como resultado de una disputa entre el príncipe y el clero del principado. Godofredo había pedido al clero, que poseía casi un tercio de las tierras del principado pero no estaba obligado a prestar el servicio militar, donaciones adicionales para ayudar a defender el territorio. Cuando el clero se negó, alegando que le debían lealtad solo al papa, Godofredo confiscó la propiedad eclesiástica y comenzó la construcción de Chlemoutsi con los nuevos fondos. La fortaleza se estableció sobre una nueva base, sin una estructura previa identificable en este sitio. Su nombre francés, Clairmont o Clermont, muy probablemente dio lugar a la forma griega de Chlo[u]moutsi, que más recientemente se convirtió en Chlemoutsi, aunque se han propuesto varias teorías sobre el origen del nombre, con sugerencias de raíces griegas, albanesas o eslavas anteriores a la fortaleza franca. A partir del siglo XV, las fuentes italianas lo llamaron Castel Tornese, aparentemente por una confusión con la sede de la ceca del principado en la cercana Glarentza, que hasta mediados del siglo XIV acuñó monedas tornesas de plata.
La nueva fortaleza estaba cerca de la capital principesca de Andravida, a unos 13 kilómetros (8 millas) de distancia y, a casi 5 kilómetros del puerto y ciudad más grande del principado, Glarentza. Estos tres sitios eran el corazón administrativo del principado y, junto con la fortaleza de Beauvoir o Pontiko en Katákolo más al sur, sirvieron para asegurar el control de la fértil llanura de la Élide, que formaba una parte importante del dominio principesco (junto con Corintia y el valle del Eurotas en Laconia).  Sin embargo, a pesar de su importancia, a lo largo de la historia del Principado de Acaya, Chlemoutsi nunca fue objeto de grandes operaciones militares; más bien, su función principal parece haber sido una prisión para distinguidos cautivos, como los generales bizantinos tomados cautivos en la batalla de  Macriplagi en 1263, uno de los cuales, Alejo Files, murió cautivo en aquel lugar.

Mapa del Peloponeso con sus principales ubicaciones durante la Baja Edad Media. Chlemoutsi se encuentra en el promontorio más occidental de la península.

Cuando murió el príncipe Guillermo II de Villehardouin en 1278, el dominio principesco, así como el título principesco, fueron para el rey de Nápoles, Carlos de Anjou, de acuerdo con las disposiciones del Tratado de Viterbo. Sin embargo, Guillermo le había concedido Chlemoutsi a su esposa, Ana Comnena Ducaina y, lo conservaba, junto con la baronía hereditaria de Kalamata de los Villehardouin en Mesenia. En 1280, Ana se casó con el barón Nicolás II de Saint Omer, señor de la mitad de Tebas. La adquisición por parte de este último de algunas de las «tierras más fértiles y la fortaleza más poderosa de Morea», en palabras del medievalista francés Antoine Bon, además de la riqueza que había heredado de su primer matrimonio, preocupó al rey Carlos. El 25 de septiembre de 1281 se llegó a un acuerdo por el cual Chlemoutsi y Kalamata fueron cedidos al dominio principesco a cambio de la mitad de las tierras del recientemente fallecido Leonardo de Veroli, que comprendía propiedades tanto en Morea (en Élide y Mesenia) como en Italia. A principios de la década de 1290, Tomás Comneno Ducas, hijo y sucesor del déspota de Epiro Nicéforo I Comneno Ducas, fue mantenido en Chlemoutsi como rehén por el comportamiento de su padre.
En c. 1311, la única hija superviviente de Guillermo II Villehardouin, Margarita, buscó, en virtud de su ascendencia, reclamar el principado, o al menos una parte del mismo, incluidos Chlemoutsi y Kalamata, de los reyes angevinos de Nápoles que lo habían controlado desde 1278. Para ello, en febrero de 1314 casó a su única hija, Isabel de Sabran, con Fernando de Mallorca y, les transmitió sus títulos y pretensiones. Luego regresó a Acaya, donde fue encarcelada por el bailío angevino en Chlemoutsi, donde murió en febrero o marzo de 1315. Fernando desembarcó en Glarentza en junio de 1315, reclamando el principado al nominado angevino Luis de Borgoña. Chlemoutsi y la mayor parte de la Élide cayeron rápidamente bajo el control de Fernando, pero finalmente fue derrotado y asesinado en la batalla de Manolada en julio de 1316. Las tropas mallorquinas restantes cedieron las fortalezas que tenían en la Élide y zarparon hacia casa poco después.
En 1418, Glarentza y Chlemoutsi pasaron a manos de Carlo I Tocco, quien comenzó a expandir sus territorios en Morea a expensas del príncipe Centurión II Zaccaria. Sin embargo, después de su derrota por la armada bizantina en la batalla de las Equínadas de 1427, Tocco se vio obligado a ceder sus posesiones al déspota de Morea, Constantino Paleólogo (que se convertiría en el último emperador bizantino), en forma de dote para su sobrina Maddalena Tocco. Chlemoutsi ahora se convirtió en la residencia de Constantino y su base de operaciones contra el último gran bastión latino, la ciudad de Patras, en 1428 y 1430. El castillo permaneció en manos bizantinas hasta que fue capturado, junto con el resto de Morea, por el Imperio otomano en 1460. El hijo bastardo de Centurión II, Juan Asen Zaccaria, también fue encarcelado en Chlemoutsi, pero logró escapar en 1453 y liderar una rebelión contra los déspotas bizantinos de Morea.

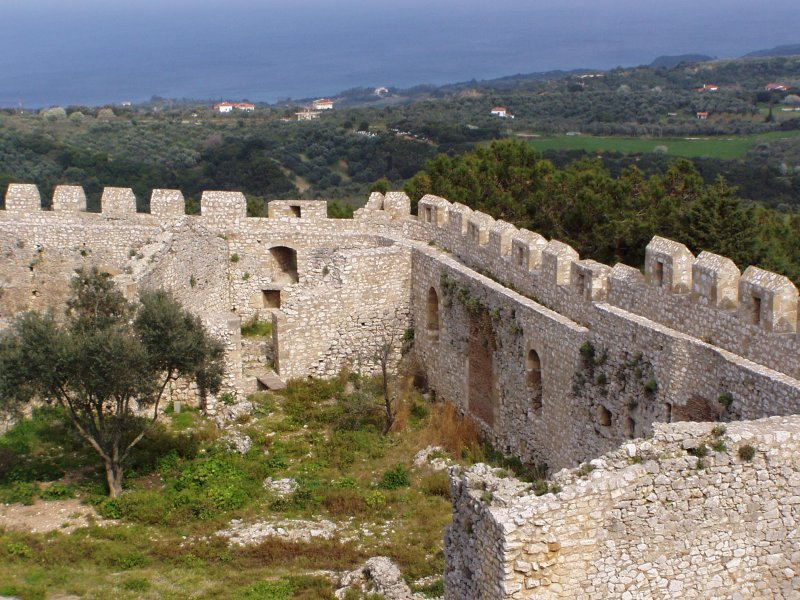
Las murallas de Chlemoutsi.

Con la conquista otomana, el castillo perdió gran parte de su importancia estratégica, a pesar de que fue ocupada por los venecianos durante la guerra turco-veneciana de 1463 a 1479 y, atacado por los caballeros de Malta en 1620. Durante el período de dominio veneciano en el Peloponeso (1687-1715) después de la guerra de Morea, sirvió como sede de un distrito fiscal. Los informes de los gobernadores venecianos en ese momento, sin embargo, descartan a Chlemoutsi como pequeño en tamaño y apenas habitado. En 1701 el provveditore generale Francesco Grimani propuso que se destruyera, ya que estaba demasiado lejos del mar —una preocupación vital para la república de mentalidad marítima— y difícil de defender y, recomendó que Glarentza, para entonces abandonada y en ruinas, fuera reconstruida en su lugar. En 1715, Morea volvió al control otomano y, a principios del siglo XIX, la fortaleza estaba completamente desierta. En 1825, durante la guerra de independencia de Grecia, las fuerzas de Ibrahim bajá de Egipto tomaron el castillo y desmantelaron una parte de sus muros, para que no pudiera ser utilizado por los rebeldes griegos.
Hoy en día, el castillo es un hito conservado, bajo el 6º Eforado de Antigüedades Bizantinas. Se puede visitar y es fácilmente accesible en coche desde la cercana Kyllini.

## Ubicación y arquitectura

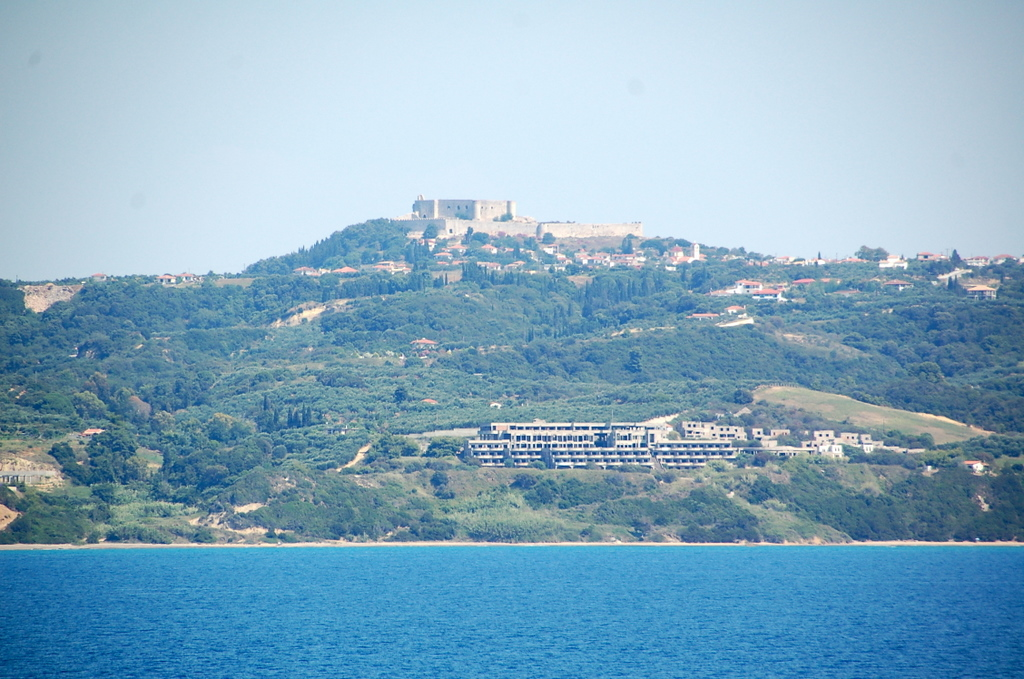
Clemutsi visto desde el mar Jónico.

Chlemoutsi sigue siendo «el testimonio más bello del arte militar en el principado franco», según A. Bon. Su ubicación, en una pequeña meseta de 226 metros (741 pies) sobre el nivel del mar cerca del pueblo moderno de Kastro-Kyllini, le da una vista imponente de la campiña circundante, que abarca la llanura costera de la Élide y llega hasta las islas Jónicas de Zacinto y Cefalonia e incluso hasta la costa de Etolia-Acarnania en el continente griego. La vista desde este lugar y la escala y calidad de su construcción demuestran, según A. Bon, que Chlemoutsi no fue construida como ciudadela para Glarentza, sino que cumplió un papel militar independiente, el de asegurar el control sobre la región en general.
El castillo está situado en lo alto de una meseta irregular, cuyas vertientes sur, este y norte son abruptas, con la vertiente occidental más débil, hacia el moderno pueblo de Kastro, que ofrece el acceso más fácil. El corazón de la fortaleza consiste en un gran torreón hexagonal, complementado hacia el oeste, donde el terreno es más accesible, por un muro exterior adicional, igualmente de contorno poligonal irregular, que encierra un segundo patio mucho más amplio (el muro exterior).

### Muro exterior

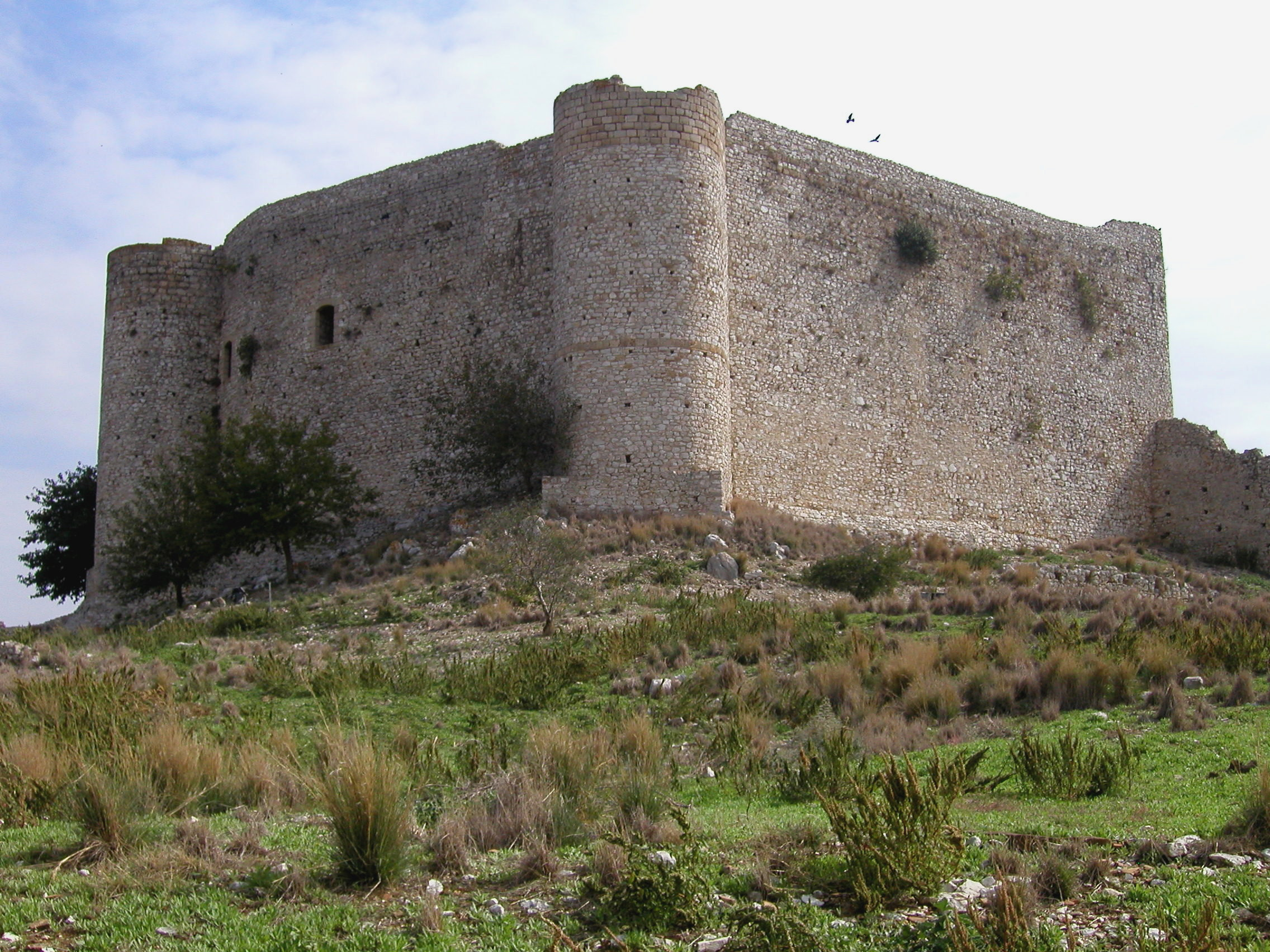
El torreón visto desde el pabellón exterior meridional.

La puerta exterior de la fortaleza se encuentra en el lado noroeste del muro exterior, originalmente dentro de un pequeño hueco en la cortina exterior, protegido por un rastrillo. Más tarde, los turcos llenaron el hueco con un conjunto más pequeño de muros, a fin de preservar intacta la fachada del muro exterior. Los otomanos también agregaron contrafuertes adicionales a las uniones de su muro con la cortina original, mientras que el espacio entre la puerta original y la nueva entrada otomana se dejó sin techo y abierto al cielo. Desde la puerta, el muro exterior continúa hacia el este y luego hacia el sur, en tres tramos distintos de muros, hasta la torre del homenaje. La pared está construida de piedra caliza, con poca evidencia de ladrillos o tejas, rematada por un pequeño parapeto interior y almenas construidas por los otomanos, ahora en gran parte en ruinas. Desde un principio, los edificios se construyeron apoyados en el muro exterior, como lo demuestra el remanente de sus cimientos, los muros laterales que unen la cara interior de la cortina o la presencia de chimeneas y ventanas lancetas en el muro cortina. Uno de estos edificios se conserva en gran parte inmediatamente al lado de la puerta exterior. Ventanas, chimeneas, etc. muestran una uniformidad de estilo que apunta a su construcción al mismo tiempo que la propia fortaleza. En el punto donde el muro exterior se une a la torre del homenaje, se encuentra una pequeña posta, así como una escalera que conduce al adarve del muro exterior.

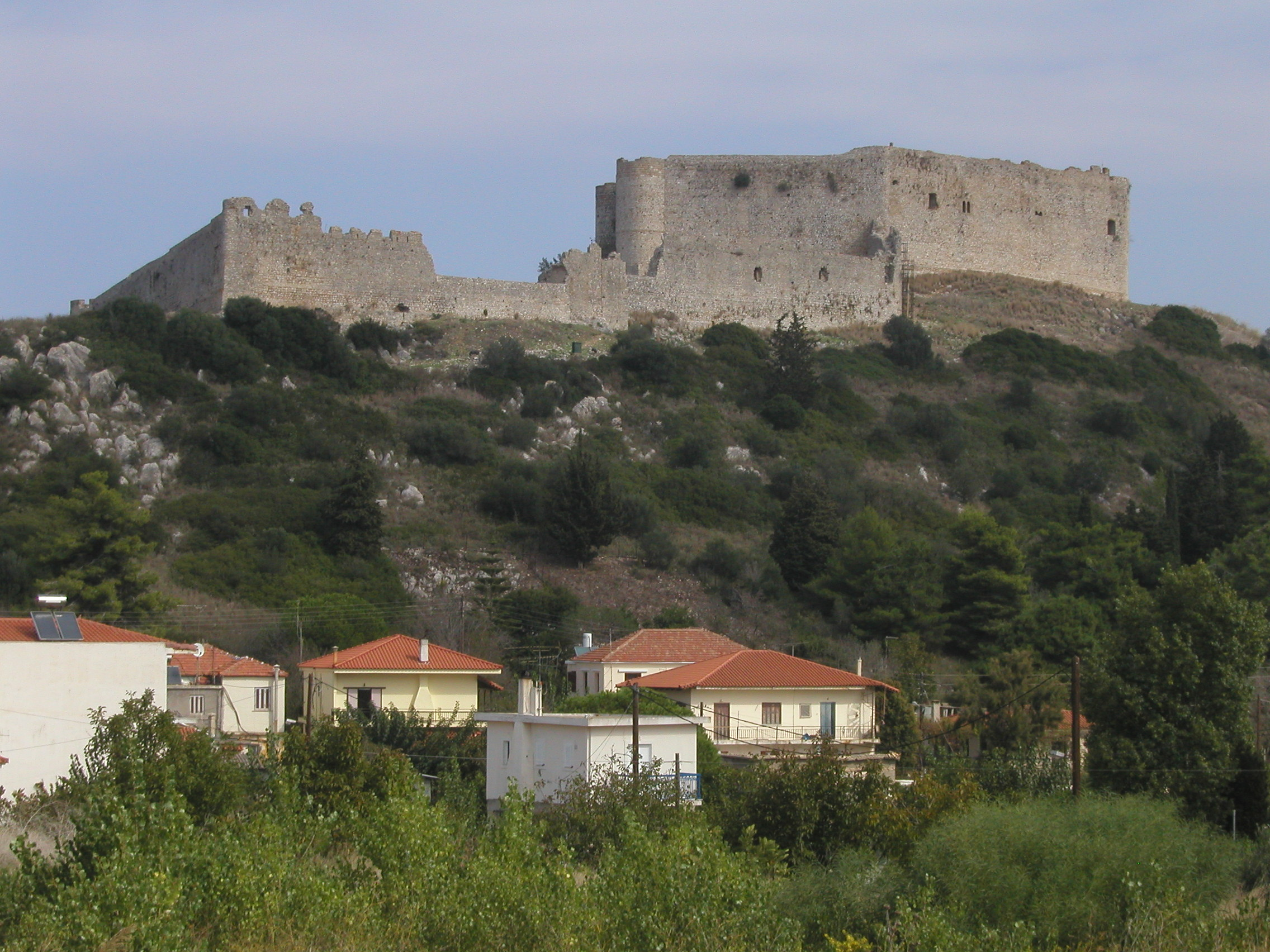
Vista de Clemutsi desde el sur, que muestra la parte del muro exterior destruida por Ibrahim bajá en 1825.

Al otro lado de la puerta, la cortina continúa en dos tramos al suroeste y al sur, con una torre, probablemente una adición otomana, en su cruce, antes de girar bruscamente hacia el este. Los turcos construyeron un bastión con terraplenes detrás de esta esquina suroeste como plataforma de artillería. A lo largo del muro occidental también hay evidencia de edificios erigidos junto a la cortina. El muro sur muestra evidencias de reparaciones posteriores, probablemente turcas, con baldosas rotas que alternan con hiladas de piedra. Es en este tramo donde los cañones de Ibrahim bajá efectuaron la brecha en el muro en 1825. Aproximadamente a medio camino entre la esquina suroeste y el torreón, el muro gira bruscamente hacia adentro unos 5 metros (16 pies) alrededor de una torre construida por los otomanos, antes de continuar hacia el este y luego hacia el noreste para unirse al torreón. Otro postigo se encuentra a unos 10 metros (33 pies) de la unión de las dos paredes.

### Torreón
El torreón tiene una forma hexagonal irregular, mide unos 90 metros (300 pies) de este a oeste y c. 60 metros (200 pies) de sur a norte, con sus seis paredes que encierran un patio interior de 61 por 31 metros (200 pies×102 pies). Sus muros sostienen una serie de pasillos de dos pisos, formando un anillo de habitaciones alrededor del patio central. El piso inferior, separado del superior por pisos de madera —ahora en su mayoría colapsados y solo los nichos para el soporte de las vigas atestiguan su existencia— tiene arcos que se abren al patio. El piso superior presenta grandes galerías con bóvedas de cañón ovoides «de sillar de poros inmaculado» (Andrews), sostenido por paredes laterales de bloques de piedra caliza y por arcos transversales regularmente espaciados cada 7-10 metros (23-33 pies). Estos se han derrumbado excepto por las pilastras, incrustadas en la pared y rematadas por impostas chaflanados de estilo bizantino.

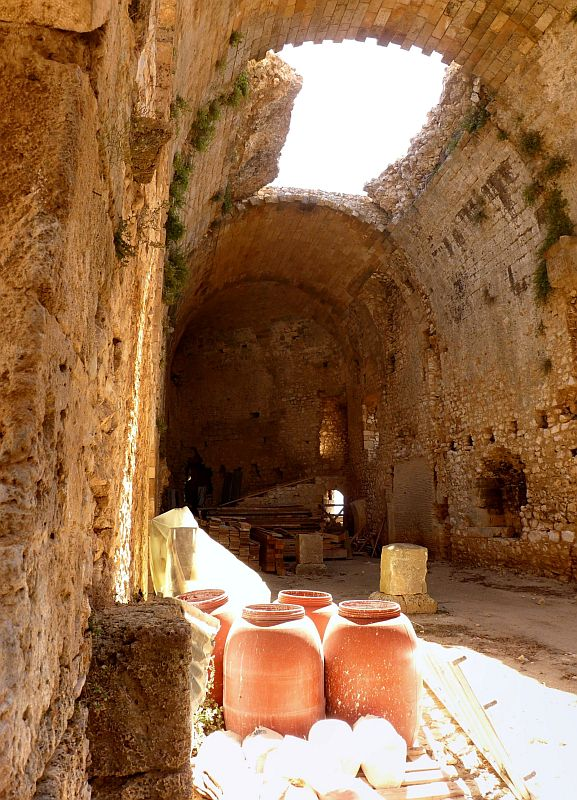
Una de las galerías abovedadas del torreón.

Las galerías presentan principalmente un estilo uniforme, común en la arquitectura francesa del siglo XII, de ventanas de doble arco colocadas dentro de una depresión abovedada en las paredes, con banquetas a cada lado. Las galerías también cuentan con nichos y chimeneas similares a las del muro cortina exterior y los edificios asociados, lo que refuerza la «uniformidad estilística» (Andrews) del castillo. Chlemoutsi se adaptaba bien a una residencia principesca: sus pasillos, dispuestos alrededor del patio interior, eran espaciosos, cómodos y bien iluminados, frescos en verano y provistos de varias chimeneas para los meses de invierno.
La entrada al torreón estaba ubicada en un cuerpo adelantado en el lado norte, con un pasillo abovedado entre dos puertas que conducían desde el patio exterior a las habitaciones interiores del torreón. El propio torreón cuenta con solo dos torres redondas de 5 m de diámetro con bases cuadradas, ambas ubicadas en el lado occidental y dentro de la sala exterior. El más meridional de los dos está casi totalmente arruinado, probablemente como resultado de la destrucción de Ibrahim bajá. Los lados este y sur más expuestos no presentaban torres. Según el historiador Kevin Andrews, esto quizás se deba a que se consideró que estaban adecuadamente protegidos por el terreno escarpado.
El techo del torreón parece haber sido originalmente inclinado o en forma de hastial, con un adarve y un parapeto en su cara exterior, pero luego fue reconstruido con el muro exterior levantado y el techo reemplazado por la actual terraza en forma de plataforma. El acceso a la cubierta se realiza a través de una escalera desde el patio, inmediatamente al lado de la entrada principal a la torre del homenaje, y por una escalera de caracol, ahora derrumbada, en la esquina occidental. El parapeto interior del nuevo techo sobrevive, pero quedan pocos rastros del parapeto exterior, a excepción de algunas almenas de la era otomana. No parece que se haya hecho ninguna provisión para la instalación de armas aquí.

### Arquitectura e importancia
A juzgar por la relativa uniformidad de la construcción, el castillo de Chlemoutsi parece haberse construido en unos pocos años, c. 1220 a 1223. La mayoría de los elementos arquitectónicos que se encuentran en el castillo son típicos de la arquitectura francesa del siglo XII; como escribe K. Andrews, «careciendo de rasgos puramente góticos, parece ser más una transición del románico». También son evidentes algunos elementos bizantinos nativos, como en los bloques de imposta o en el uso de material local.
Chlemoutsi sigue siendo «uno de los castillos más importantes y mejor conservados de Grecia» (A. Ralli), y mantiene intacto su carácter franco. Después del período franco y el declive de su importancia militar, los ocupantes hicieron pocas adiciones o modificaciones; el gobierno bizantino no dejó rastros, y solo los otomanos hicieron algunas reparaciones y modificaciones menores para la artillería.